# Spirorbis pixelli
Spirorbis pixelli är en ringmaskart som beskrevs av Harris 1969. Spirorbis pixelli ingår i släktet Spirorbis och familjen Serpulidae. Inga underarter finns listade i Catalogue of Life.